# Keansburg
Keansburg est un borough situé dans le comté de Monmouth, dans l'État du New Jersey, aux États-Unis.

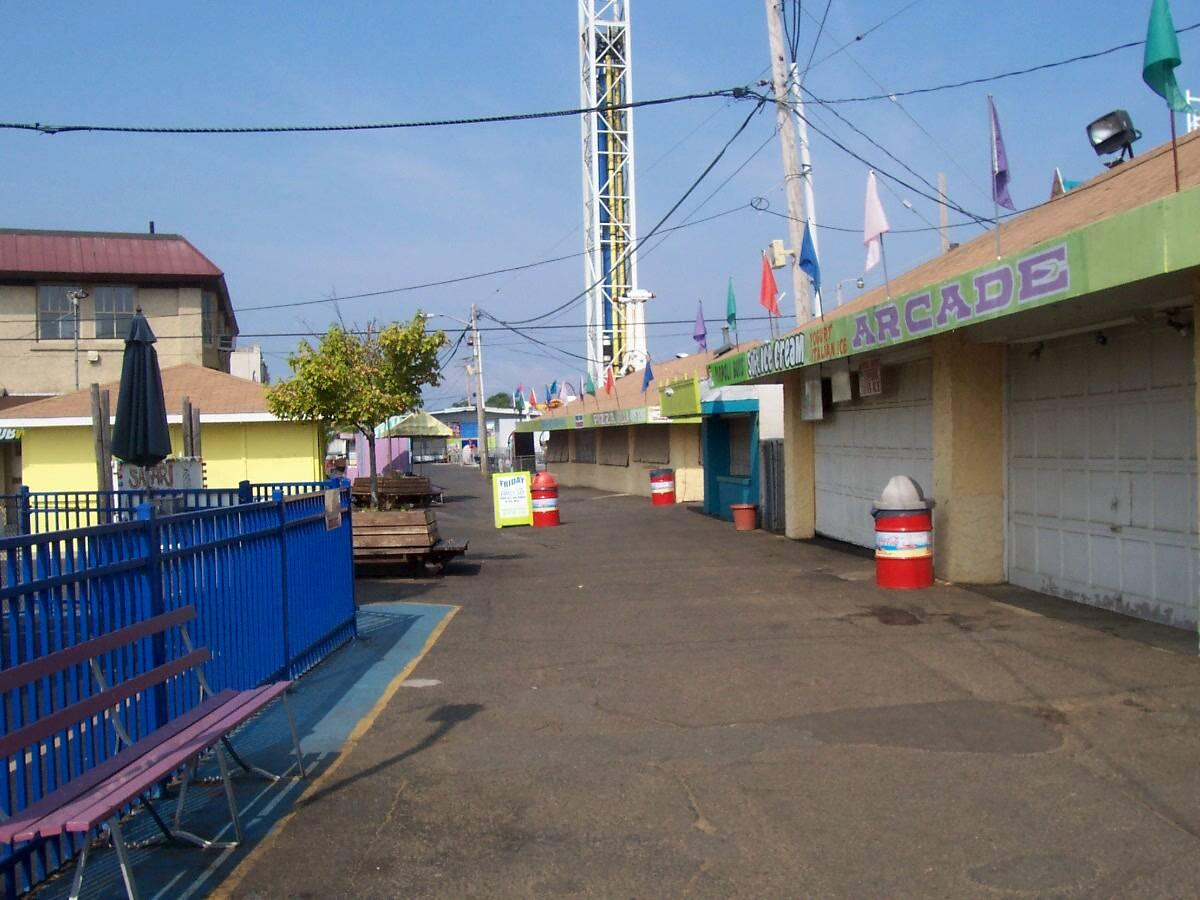
Une vue tôt le matin de la mi-chemin dans le parc d'attractions de Keansburg